# Niall Horan
Niall James Horan (* 13. září 1993 Mullingar) je irský zpěvák a skladatel, bývalý člen skupiny One Direction.
Po ohlášení plánované pauzy kapely, podepsal nahrávací smlouvu s Capitol Records. Dne 20. října 2017 vydal své debutové sólové album Flicker, 13. března 2020 druhé studiové album Heartbreak Weather a 9. června 2023 třetí studiové album The Show.

## Biografie
Jeho matka je Maura Gallagher a otec Bobby Horan. Má staršího bratra Grega. Po rozvodu rodičů žil s otcem, navštěvoval základní školu Coláiste Mhuire a střední školu Christian Brothers School, byl ve školním sboru, vystupoval zejména o Vánocích. Od svého dětství hraje na kytaru. V dubnu 2018 otevřeně promluvil o jeho diagnóze mírného OCD a úzkosti. Jeho současná partnerka se jmenuje Amelia Woolley (24 let). Niall ji oficiálně představil na charitativním galavečeru Horan & Rose, který pořádá v hotelu Grove v Hertfordshire.

### 2010–2016: One Direction

Horan v roce 2013

Na jaře 2010 se v šestnácti letech přihlásil do sedmé řady pěvecké televizní soutěže The X Factor. Na konkurzu zpíval písničku „So Sick“ od Ne-Yo, se třemi „ano“ se dostal do dalšího kola, v porotě zrovna hostovala zpěvačka Katy Perry, která mu dala rozhodující hlas. Horan byl vyřazen, ale porotci Nicole Scherzinger a Simon Cowell ho zařadili mezi 4 další zpěváky (Harry Styles, Liam Payne, Louis Tomlinson a Zayn Malik), kteří utvořili chlapeckou skupinu, jež se kvalifikovala do kategorie skupin, a pro kterou Harry Styles vymyslel jméno One Direction. Od té doby s ní vydal pět studiových alb (Up All Night, Take Me Home, Midnight Memories, Four a Made in the A.M.), absolvoval několik světových turné a získal mnoho ocenění, včetně BRIT Awards a MTV Video Music Awards. Jejich první singl „What Makes You Beautiful“ se v hitparádě UK Singles Chart umístil na první příčce a od té doby se jej prodalo po celém světě více než 5 miliónů kopií, což ho řadí mezi nejprodávanější singly všech dob. V březnu 2015 oznámil Zayn Malik odchod z kapely, ale ostatní členové se rozhodli pokračovat a nahráli zatím desku Made in the A.M. V srpnu 2015 oznámili, že od roku 2016 přerušují svoji činnost na dobu neurčitou a chtějí se věnovat sólovým kariérám. Předvedli své poslední vystoupení ve finále X Factoru, které se konalo 13. prosince 2015, kde odzpívali svoji nejnovější skladbu „Infinity“.
Horan hraje na několik hudebních nástrojů včetně kytary, klavíru a bicích.

### 2016–současnost:FlickeraHeartbreak Weather
V září 2016 bylo oznámeno, že podepsal s Capitol Records smlouvu ohledně své sólové kariéry. Dne 29. září 2016 vydal Horan svůj debutový singl „This Town“. Singl dosáhl 9. místa v britském žebříčku UK Singles Chart  a 20. pozice v americkém Billboard Hot 100.
Dne 4. května 2017 vydal Horan svůj druhý sólový singl „Slow Hands“. Ten se také dostal do Top 10 ve Velké Británii a do Top 20 v USA. V rozhovoru pro Entertainment Weekly uvedl, že jeho nové album Flicker se inspirovalo klasickými rockovými činy, včetně Fleetwood Mac a Eagles. „Kdykoliv si vezmu kytaru do ruky, hraji přirozeně takové podobné akordy, hodně s trsátkem, a hraji podobný folkovější styl.“ Písně na desce jsou podle něj spojením folku a popu. V srpnu 2017 se Horan vydal na celosvětové turné Flicker Sessions 2017. Zároveň uvedl, že kontaktoval Marren Morris, aby s ním nazpívala píseň „Seeing Blind“. Tentýž měsíc také poprvé zahrál „On My Own“, a to v Olympia Theatre v Dublinu. Dne 15. září 2017 vydal svůj třetí singl „Too Much to Ask“. V roce 2018 byl na světovém turné v rámci Flicker World Tour propagovat své debutové album.
V roce 2017 vyhrál cenu American Music Award za nejlepšího nového umělce roku.
V lednu 2019 spolupracoval se zpěvačkou Juliou Michaels na písni „What a Time“.
13. března 2020 vydal své druhé studiové album Heartbreak Weather, které ve Spojeném království a v Irsku dosáhlo první příčky žebříčku a v USA se umístilo na čtvrtém místě. Z alba vyšly 4 singly: „Nice to Meet Ya“, „Put a Little Love on Me“, „No Judgement“ a „Black and White“. Plánované turné Nice To Meet Ya Tour 2020 bylo kvůli pandemii covidu-19 zrušeno.
Niall Horan je velkým fanoušek golfu a sám ho ve volném čase hraje.

## Diskografie

### Alba
| Název              | Detaily alba                                                                               | Skladby |
| ------------------ | ------------------------------------------------------------------------------------------ | --- |
| Flicker            | - Datum vydání: 20. října 2017 - Vydavatelství: Capitol - Formát: CD, digitální stahování  | On the Loose This Town Seeing Blind Slow Hands Too much to Ask Paper Houses Since We’re Alone Flicker You and Me On my Own Mirrors The Tide                                                                 |
| Heartbreak Weather | - Datum vydání: 13. března 2020 - Vydavatelství: Capitol - Formát: CD, digitální stahování | Heartbreak Weather Black and White Dear Patience Bend the Rules Small Talk Nice to Meet Ya Put a Little Love on Me Arms of a Stranger Everywhere Cross Your Mind New Angel No Judgement San Francisco Still |
| The Show           | - Datum vydání: 9. června 2023 - Vydavatelství: Capitol - Formát: CD, digitální stahování  | Heaven If You Leave Me Meltdown Never Grow Up The Show You Could Start a Cult Save My Life On a Night Like Tonight Science Must Be Love                                                                     |

## Turné
- Flicker Sessions (2017)
- Flicker World Tour (2018)
- Nice To Meet Ya Tour (2020 – zrušeno kvůli pandemii covidu-19)
- The Show Live On Tour (2024)